# Galeidiplosis quadricoxita
Galeidiplosis quadricoxita är en tvåvingeart som beskrevs av Fedotova 2006. Galeidiplosis quadricoxita ingår i släktet Galeidiplosis och familjen gallmyggor. Inga underarter finns listade i Catalogue of Life.